# Талмудический иудаизм

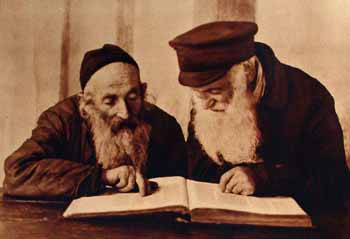
Фрагмент фотоработы «Пинские портреты», Алтер Кацизне, 1924

Талмуди́ческий иудаизм (раввинисти́ческий иудаизм, раввини́зм) — основная форма иудаизма с VI века, с периода завершения кодификации Вавилонского Талмуда в качестве наиболее авторитетного толкования Устной Торы. Начал формироваться после разрушения Второго храма в условиях, когда в силу отсутствия Храма ритуальные жертвоприношения и многие другие древние еврейские религиозные обряды стали невозможны.
Раввинистический иудаизм рассматривается как период развития иудаизма II—XVIII веков. Развился из иудаизма Второго храма. Последователей раввинизма иногда называют «раввини́стами» («раббани́стами», «раббани́тами», от мн. ч. ивр. רבנים‎, раббани́м, ед. ч. рабба́ни).
В I в. до н. э., в период римского господства над евреями, в рамках иудаизма выделяется ряд направлений: цадоким (саддукеи), бывшие приверженцами строгого храмового культа; аскетическая мессианская община «Сыны света» (бней-ор), которая обычно отождествляется с ессеями; также предполагается, что с последними было связано формирование первых иудеохристианских общин; прушим (фарисеи), ратовавшие за демократизацию учения и расширение сферы обычного права — Устной Торы. Лишь фарисейское направление пережило события разрушения римлянами Храма в 70 году н. э. и изгнания римлянами евреев из Иудеи. Учение фарисеев дало начало современному иудаизму, который в отличие от храмового, называют раввинистическим.
Перед евреями диаспоры, лишившимися Храма, центра национальной, культовой и духовной жизни, в середине II века н. э. встала задача «построить ограду вокруг Торы» — вместо культовой храмовой службы выстроить систему религиозного и обычного права (галахи), которое должно было регулировать жизнь еврейских общин. Вскоре после изгнания римлянами евреев из Иудеи было завершено создание иудейского — масоретского, канона Танаха, который делится на три части: Тора («Учение»), включающая книги Брешит («В начале», в христианской традиции — Бытие), Шмот («Имена», в христианстве — Исход), Вайикра («И воззвал», в христианстве — Левит), Бемидбар («В пустыне», в христианстве — Числа), Дварим («Слова», в христианстве — Второзаконие); Невиим («Пророки»), включающая книги Йеошуа (в христианстве — Книга Иисуса Навина), Шофтим (Книга Судей), Первая и Вторая книги Шмуэль (пророка Самуила, в синодальном переводе — Первая и Вторая книги Царств), Первая и Вторая книги Мелахим (Книги Царей, в синодальном переводе — Третья и Четвёртая книги Царств), Йешайя (пророка Исайи), Йирмеяу (пророка Иеремии), Йехэзкель (пророка Иезекииля), Терей-Асар (книги Двенадцати малых пророков); Ктувим («Писания»), куда входят книги Теилим («Восхваления», в христианстве — Псалтирь), Мишлей («Притчи», в христианстве — Книга Притчей Соломоновых), Ийов (Книга Иова), Мегилот («Свитки», включает пять книг: Шир аширим — Песнь Песней, Рут — Руфь, Эйха — Плач Иеремии, Коэлет — Экклезиаст, Эстер — Есфирь), Даниэль (пророка Даниила), Эзра (пророка Ездры), Нехемия (пророка Неемии), Первая и Вторая книги Диврей-айамим («Хроники», в христианстве — Паралипоменон).
Иудаизм как «религия книги» имеет богатую комментаторскую традицию священных текстов. В начале III века была завершена кодификация свода галахических норм, а также преданий — в результате чего создана Мишна («Толкование»), называемая также Шас (Шиша сдарим — «Шесть порядков»). К ней в III—V веках был написан экзегетический свод Гемара (с арамейского — «завершение»). Мишна и Гемара составили Талмуд. Именно Талмуд был положен в основу жизни иудеев. Танах и Мишна были составлены на иврите с незначительными включениями текстов на арамейском; Гемара написана в основном на арамейском; языком Иерусалимского Талмуда стал западный, Вавилонского Талмуда — восточный диалект арамейского языка. Благодаря этим текстам в Средние века иврит и арамейский язык стали «метаязыками» еврейской цивилизации.
В VIII веке на территории Багдадского халифата от иудаизма отделяется караимизм (от евр. קראים — читающие, то есть те, кто основывается только на Письменном Законе и не признаёт Устный), который отвергает Талмуд в качестве правового и экзегетического свод.
В XII веке раввин и философ Маймонид (в иудейской традиции известен также как Рамбам) составил обширный комментарий к Талмуду, названный «Мишне Тора» («Толкование Торы»), где в традиции аристотелизма была сформулирована основная догматика иудейской религии. В XVI веке раввином Иосефом Каро был написан ставший популярным талмудический компендиум «Шулхан арух» («Накрытый стол»), который применяется в качестве практического руководства по талмудическому праву, принятого ортодоксальным иудаизмом.
За пределами нормативного направления иудаизма сформировались мистические школы, получившие общее название каббала («наследие»). В XVI веке в галилейском городе Цфате образовался влиятельный центр каббализма во главе с раввином Ицхаком Лурия, или Ари. Одним из самых значимых мистических направлений стало учение хасидизма, которе возникло в XVIII веке в Подолии и сравнительно быстро охватило значительную часть иудеев Восточной Европы. С конца XIX века хасидизм получил распространение практически по всей еврейской диаспоре, а с середины XVIII века — также в Земле Израиля.
Под влиянием идей Французской революции XVIII века началось движение за эмансипацию евреев — Хаскала («просвещение»), которое привело к кризису ортодоксального иудаизма и появлению реформистского направления, которое стремилось адаптировать иудейскую практику к европейскому образу жизни. Евреи, которых не устраивал радикальный отход раннего германского реформистского иудаизма от норм средневековой еврейской традиции, в середине XIX века дали начало консервативному направлению, приверженцы которого выступали за постепенность реформ и синтез их с некоторой частью норм Галахи.
В современном Израиле преобладает ортодоксальное направление, в рамках которого в начале XX века сформировалось сионистское направление Мизрахи (сокращение от «духовный центр»). Теологию сионистского ортодоксального иудаизма выразил в своих трудах первый главный ашкеназский раввин Палестины Авраам Ицхак Кук. Сохраняют влияние также несионистские фундаменталистские направления, которые получили в Израиле наименование харедим («богобоязненные»). Наиболее радикальной из харедим является иерусалимская школа Нетурей карта (с арамейского — «стражи города»), которая отрицает национальный характер Израиля, по причине чего не признаёт легитимности светского государства Израиль. В среде израильских харедим получило развитие сионистское направление хардал (национально-религиозные харедим).
Большая часть евреев США принадлежат к приверженцами трёх неортодоксальных школ: реформистского, консервативного направлений и реконструкционализма. Теологические основы неортодоксального направления наиболее полно выразил в своих работах американский раввин Мордехай Каплан.